# جوناثان روسيني
جوناثان روسيني (5 أبريل 1989 في سويسرا - ) هو لاعب كرة قدم سويسري في مركز الدفاع. شارك مع منتخب سويسرا تحت 17 سنة لكرة القدم ومنتخب سويسرا تحت 19 سنة لكرة القدم ومنتخب سويسرا تحت 20 سنة لكرة القدم ومنتخب سويسرا تحت 21 سنة لكرة القدم ومنتخب سويسرا لكرة القدم. أما مع النوادي، فقد لعب مع نادي بارما ونادي باري ونادي بيلينزونا ونادي ساسولو ونادي سامبدوريا ونادي سيتاديلا ونادي لنيانو ونادي سافونا ‏.

## وصلات خارجية
- جوناثان روسيني على موقع قاعدة بيانات كرة القدم.إي يو (الإنجليزية)
- جوناثان روسيني على موقع ناشيونال فوتبول تيمز (الإنجليزية)
- جوناثان روسيني على موقع Soccerway.com (الإنجليزية)
- جوناثان روسيني على موقع عالم كرة القدم.نت (الإنجليزية)
- جوناثان روسيني على موقع AS.com (الإسبانية)